# Isole Andreanof
Le Isole Andreanof (Niiĝuĝin tanangis in aleutino) sono un sottogruppo delle isole Aleutine a sud-ovest dell'Alaska (Stati Uniti).

## Geografia
Le isole Andreanof si trovano tra lo stretto di Amchitka e le isole Rat ad ovest, e lo stretto di Amukta e il gruppo delle isole Four Mountains ad est, a circa 52° Nord e tra 172°57' e 179°09' Ovest. Le isole hanno un'area totale di 3.924 km² e si estendono in lunghezza per circa 440 km².
Le più grandi fra le isole Andreanof sono, da ovest ad est: 
- Tanaga
- Kanaga
- Adak
- Kagalaska
- Great Sitkin
- Atka
- Amlia
- Seguam

Ci sono inoltre altre piccole isole: 
Isole Amtagis, Aziak, Bobrof, Isole Channel, Chugul, Egg, Green, Igitkin, Kasatochi, Koniuji, Little Tanaga, Oglodak, Sadatanak, Sagchudak, Tagalak, Umak e Isole Vasilief. Le isole Delarof poi costituiscono la parte più occidentale dell'arcipelago delle Andreanof.
Le isole sono di solito nebbiose e sono prive di alberi a causa del vento quasi costante e sono particolarmente soggette a terremoti, che spesso si verificano quotidianamente con una magnitudo superiore a 3; il terremoto di maggiore intensità risale al 1957 (magnitudo 8,6). Più recentemente, il terremoto del 2007 ha raggiunto magnitudo 7,2.

## Storia
Hanno avuto il loro nome dal navigatore russo Andrejan Tolstych, che fu il primo ad esplorarle nel 1761.
Ci sono stati diverse basi militari degli Stati Uniti sulle isole durante la Seconda guerra mondiale; le basi su Adak furono ampliate e rese permanenti dopo la guerra, ma sono state chiuse nel 1995.

## Popolazione
La popolazione totale ammontava, al censimento del 2000, a 412 abitanti, la maggioranza dei quali vive nella città di Adak sull'isola omonima.